# 1878 Hughes
1878 Hughes este un asteroid din centura principală, descoperit pe 18 august 1933 de Eugène Delporte.